# Astran
Astran är ett brittiskt transportföretag som var pionjärer på landtransporter mellan Europa och Mellanöstern. Företaget hette tidigare ASIAN Transport och första resan gick till Afghanistan 1963. Företaget är ett av få i Europa som fortfarande bedriver reguljära landtransporter till Mellanöstern, transporterna går främst till Arabiska halvön.